# James Eunson
James Eunson (* 5. Juli 1990) ist ein neuseeländischer Badmintonspieler. 

## Karriere
James Eunson wurde bei den neuseeländischen Badmintonmeisterschaften 2009 Zweiter im Herreneinzel hinter Joe Wu. International gewann er bei den Ozeanienmeisterschaften 2008 Bronze im Herrendoppel mit Ethan Haggo, 2010 Bronze im Mixed mit Stephanie Cheng sowie Silber im Herreneinzel und 2012 Gold im Herreneinzel. Im Jahre 2010 gewann er darüber hinaus noch das Canterbury International. 2012 wurde er Ozeanienmeister.

## Referenzen
- James Eunson beim Badminton-Weltverband

| Personendaten    | Personendaten                     |
| ---------------- | --------------------------------- |
| NAME             | Eunson, James                     |
| KURZBESCHREIBUNG | neuseeländischer Badmintonspieler |
| GEBURTSDATUM     | 5. Juli 1990                      |